# Talbrücke Oberbruch

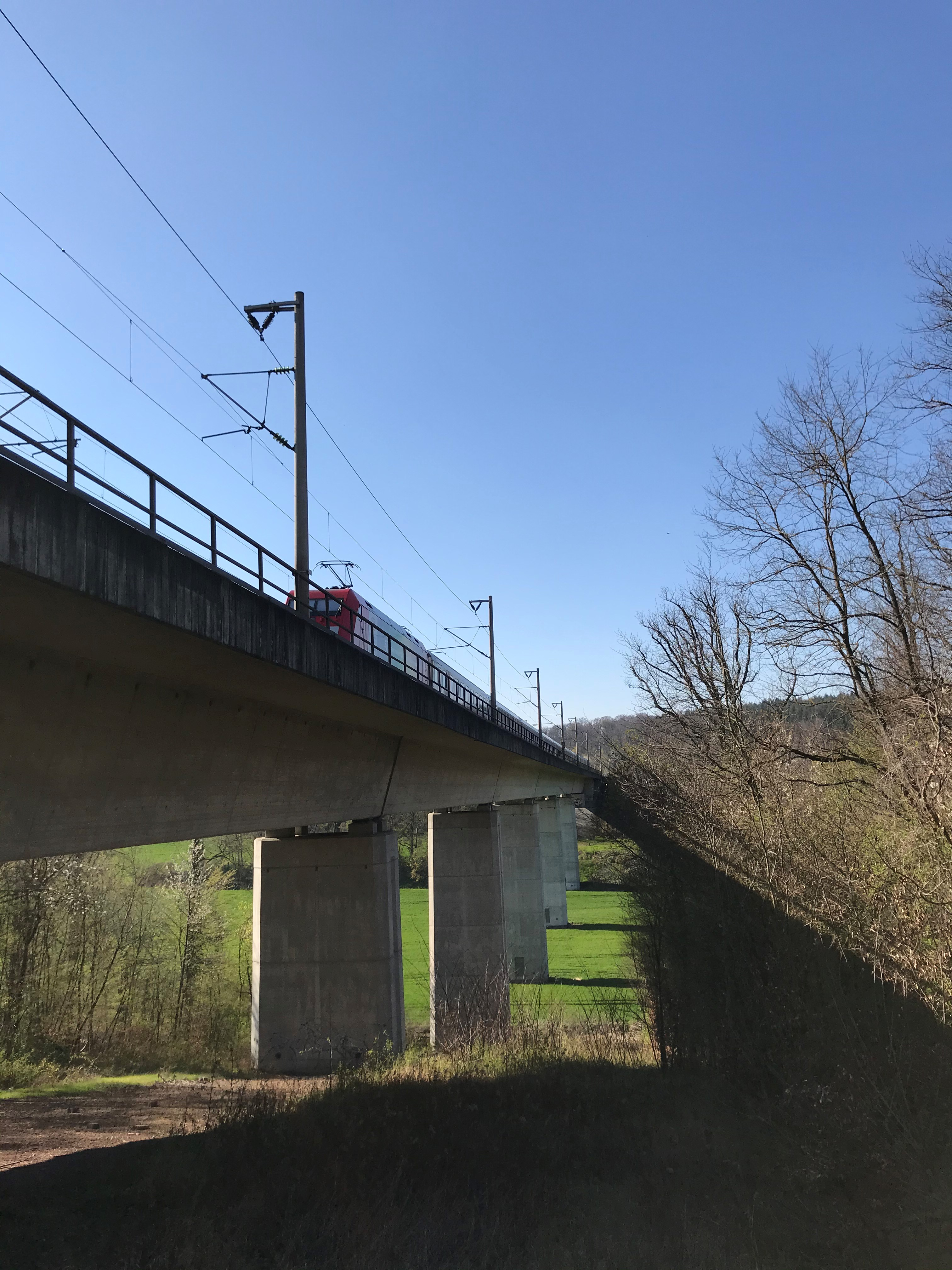
Blick von Süd-Ost mit IC Richtung Heidelberg/Mannheim

Die Talbrücke Oberbruch ist eine 264 m lange Brücke der Schnellfahrstrecke Mannheim–Stuttgart südöstlich von Bruchsal.

## Verlauf
Das Bauwerk quert ein Tal zwischen Mönchswald und Eulenbückel, zwischen den Streckenkilometern 49,107 und 49,369. Die Trasse verläuft im Linksbogen von 7500 m Kurvenradius Richtung Stuttgart. Die Gradiente (auf Höhe der Schienenoberkante) steigt mit durchgehend 12,401 Promille in südöstlicher Richtung, von 177,5 m auf 180,7 m an.

## Konstruktion
Das Bauwerk entspricht der Rahmenplanung der Deutschen Bundesbahn für Talbrücken der Neubaustrecken. Es ist als Einfeldträgersystem mit durchgehend geschweißtem Gleis konzipiert.
Die Pfeiler weisen einen Achsabstand von 44 m auf und wurden in stark verwittertem Gipskeuper und quartären Deckschichten pfahlgegründet.
Bei einer Länge von 262 m beträgt die Breite des Bauwerks 14,30 m. Die größte lichte Höhe beträgt 24,00 m.

## Geschichte

### Planung
1983 war das Bauwerk mit einer Länge von 264 m geplant.

### Bau
Das Bauwerk wurde zwischen 1984 und 1987 errichtet. Im Juli 1984 begannen Erdarbeiten, der Brückenbau begann im August 1984 mit Gründungen. Die Pfeiler wurden mit einer Kletterschalung in Schüssen von je 4,0 m hochgezogen.
Der Überbau wurde mit einer Vorschubrüstung in drei- bis vierwöchigem Takt vorgeschoben und in je zwei Abschnitten betoniert. Der Rohbau wurde mit der Fertigstellung des letzten Überbaus im August 1986 abgeschlossen.
Mit dem Bau beauftragt war die ARGE Talbrücke Oberbruch, bestehend aus den Unternehmen Walter Thosti Boswau AG (Frankfurt), Hochtief AG (Karlsruhe) und Gustav Stumpf GmbH & Co KG (Bruchsal).
Die Gesamtkosten (Stand: ca. 1986) betrugen etwa 9 Millionen DM.